# Малине-при-Штреклєвцу
Малине-при-Штреклєвцу (словен. Maline pri Štrekljevcu) — поселення в общині Семич, регіон Південно-Східна Словенія, Словенія.